# Lindencrones Palæ
Lindencrones Palæ Bredgade 26 ligger i Sokkelund Herred i Københavns Amt i Region Hovedstaden i Københavns Kommune. Hovedbygningen er opført i 1751-1754 ved Johan Christian Conradi, formentlig efter koncepter eller tegninger af Nicolai Eigtved. Skulpturudsmykningen er hugget af hofstenhugger Jacob Fortling, der også kan have haft indflydelse på udformningen af bygningen, da han også virkede som bygmester.

## Ejere af Lindencrones Palæ
- 1750-1772. Christen Jensen Lintrup Lindencrone
- 1772-1772: Mette Holmsted gift Lindencrone
- 1772-1812: Johan Frederik Christensen Lindencrone
- 1812-1838: Frederik Christian greve Raben
- 1838-1840: Slægten Raben
- 1840-1863: Adolph Christian Fibiger
- 1863-1878: Gustav Edvard Brock
- 1878-1879: Boet efter Gustav Edvard Brock
- 1879-1898: Albert Næser
- 1898-1980: Den Engelske Stat
- 1980-1980: Pilot- og Navigatørforeningen
- 1980-2003: N.S. Høm
- 2003-nu: Nine United Properties Denmark (Troels Holch Povlsen)